# L'Abergement
Pour les articles homonymes, voir L'Abergement (homonymie).
L'Abergement est une commune suisse du canton de Vaud, située dans le district du Jura-Nord vaudois.

## Géographie

### Localisation
L'Abergement est située au pied du Jura, entre les communes de Baulmes, Rances, Sergey, Les Clées, Lignerolle, ainsi que Jougne en France.

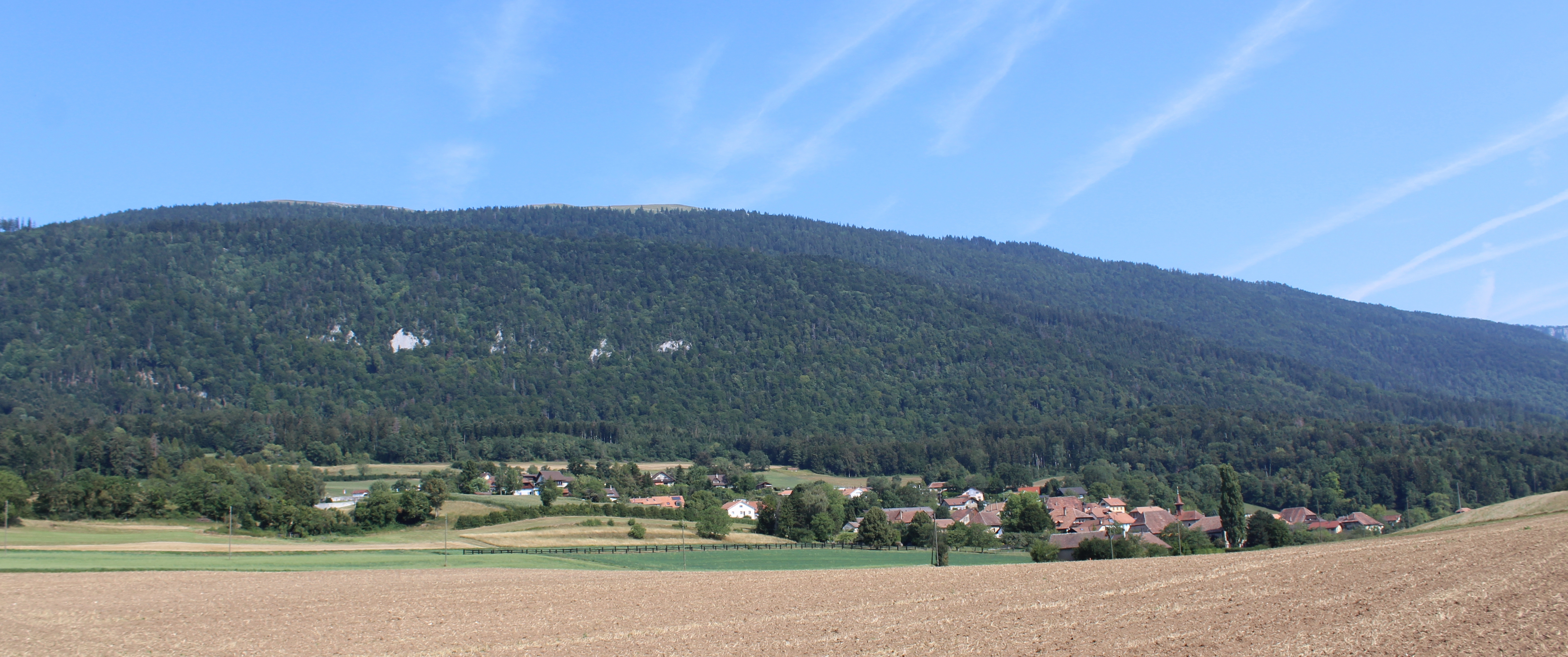
Panorama du village niché au pied du Suchet dont on aperçoit le sommet.

#### Géologie et relief
La superficie de la commune s'étend sur 572 hectares.
La commune de L'Abergement s'étend sur trois étages géographiques différents. La partie inférieure de la commune, située entre 620 et 780 mètres d'altitude, comprend le village à proprement parler ainsi que des terres agricoles. La partie supérieure de la commune, située entre 1 200 et 1 460 mètres, est composée de pâturages. Entre les deux, la partie intermédiaire, très pentue, est couverte de forêts.

## Population

### Surnom
Les habitants de la commune sont surnommés les Loups (lè Lâo en patois vaudois), peut-être parce que des villageois ont croisé ces animaux près des forêts de la région.

## Histoire
Dépendante de la seigneurie des Clées pendant la période médiévale, L'Abergement a ensuite été rattaché au bailliage d'Yverdon et à la châtellenie des Clées pendant l'occupation bernoise (1536-1798). Le village est doté d'une grande salle depuis 1970.

### Les bornes frontière de Baulmes
Les bornes frontière entre Baulmes et la France

## Politique
La commune de L'Abergement est dotée d'une municipalité de cinq membres (exécutif) et d'un conseil général (législatif). La Municipalité est élue au suffrage universel, selon le système majoritaire, pour une période de cinq ans. Le Conseil général est ouvert à l'ensemble des citoyens de la commune.

## Patrimoine bâti
Le temple, construit en 1901, possède depuis 1941 des vitraux initialement conçus pour la cathédrale de Lausanne, œuvres d'Eugène Grasset.

### Galerie

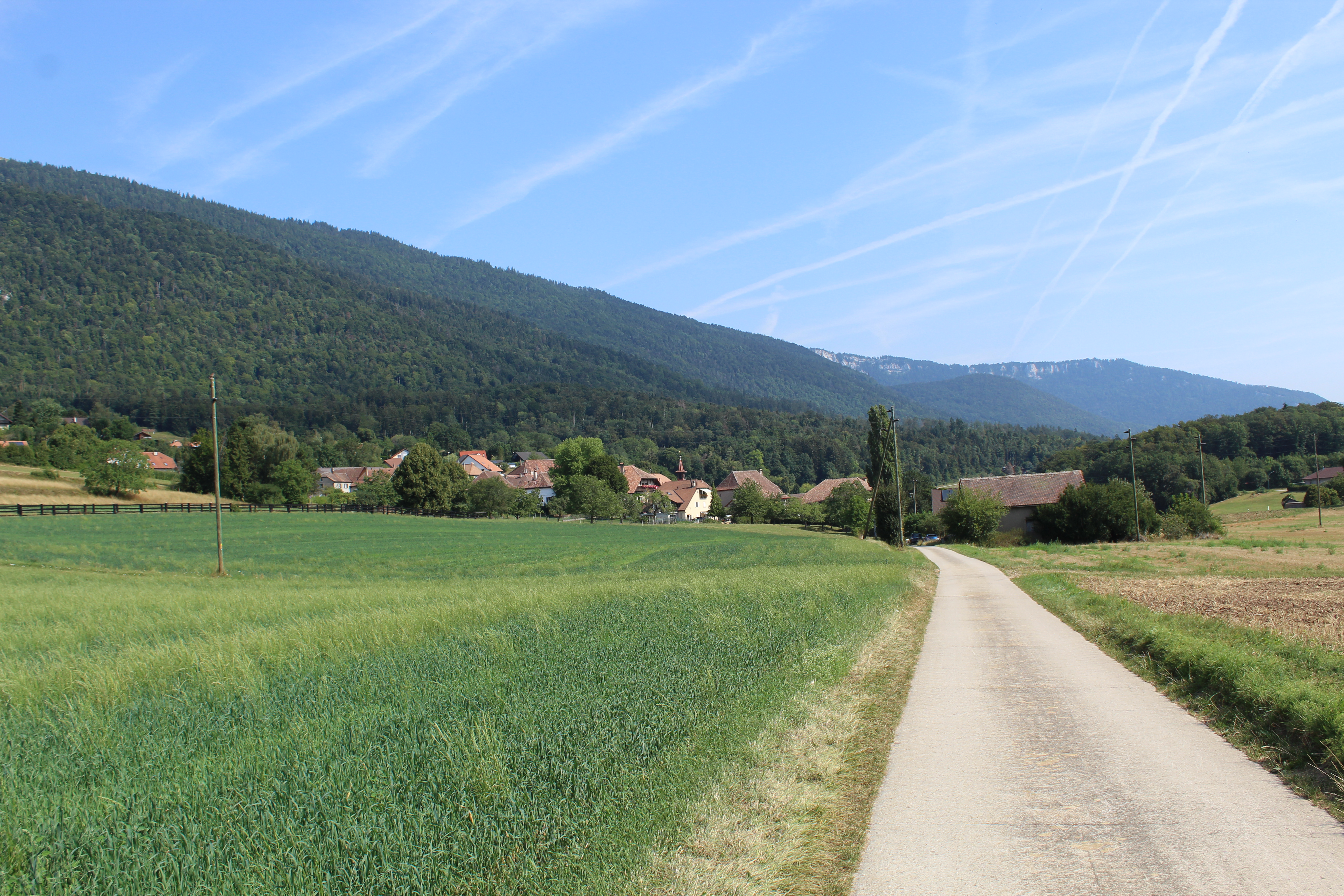
Panorama du village.
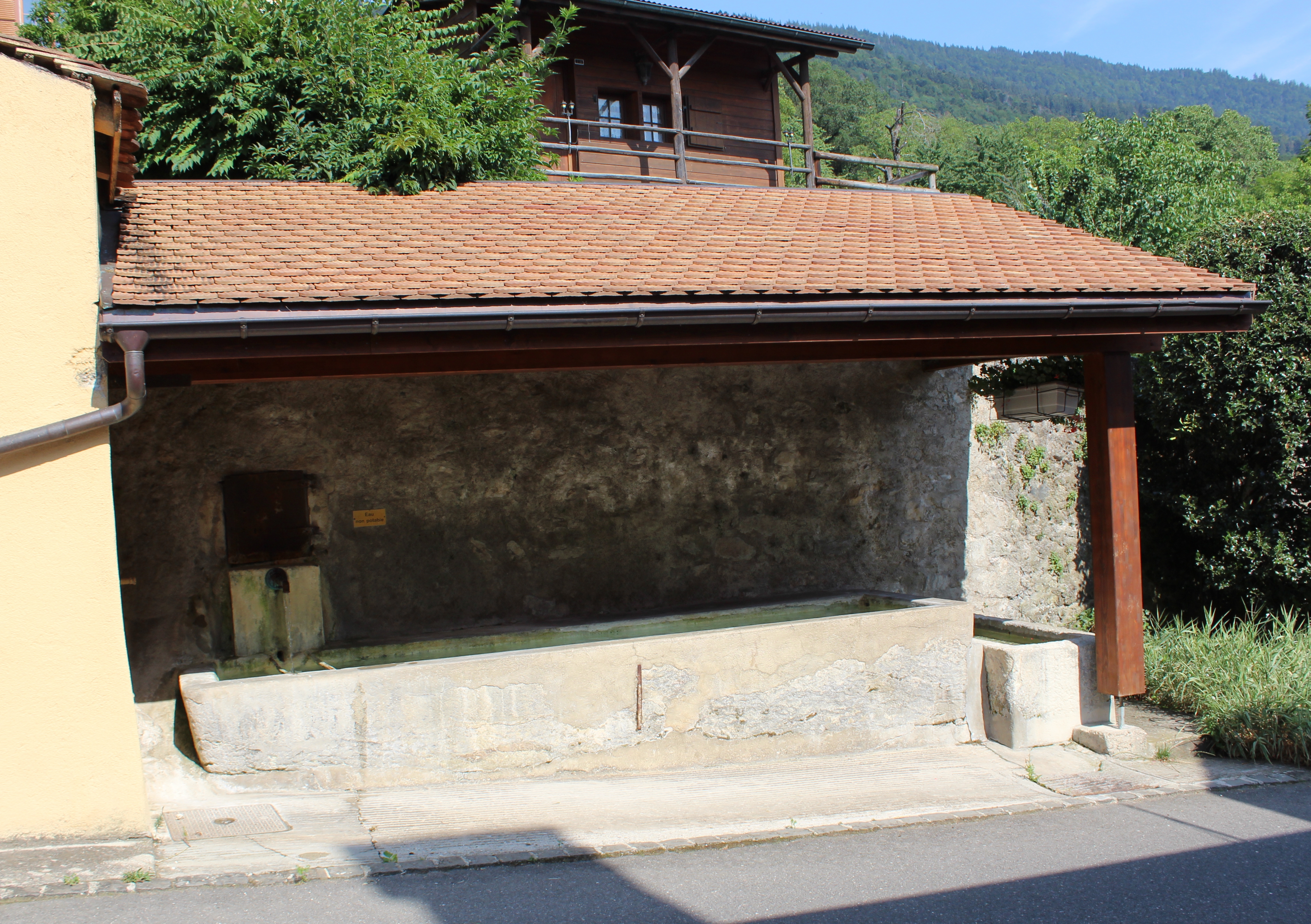
La fontaine-lavoir.
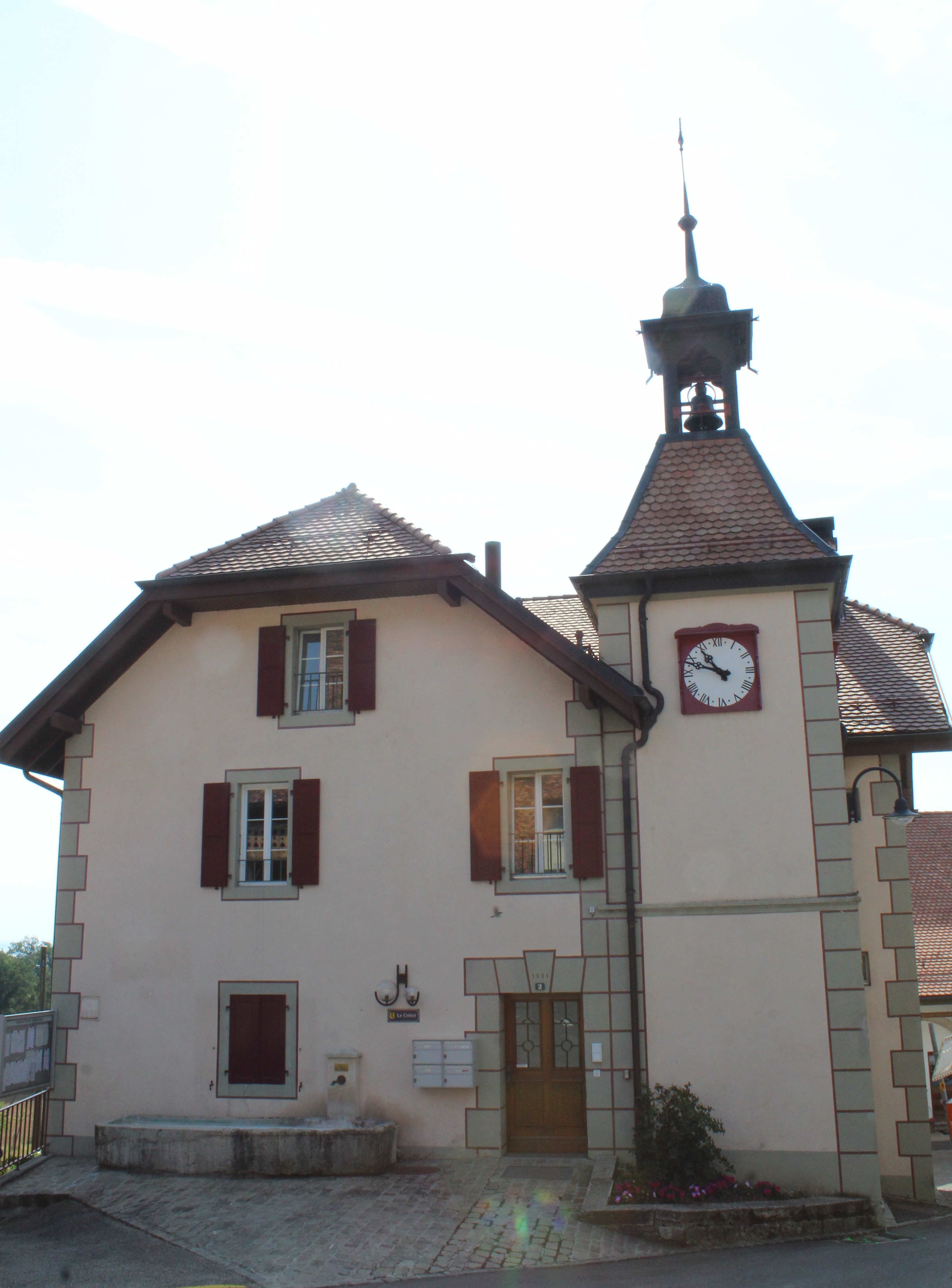
La maison-commune.
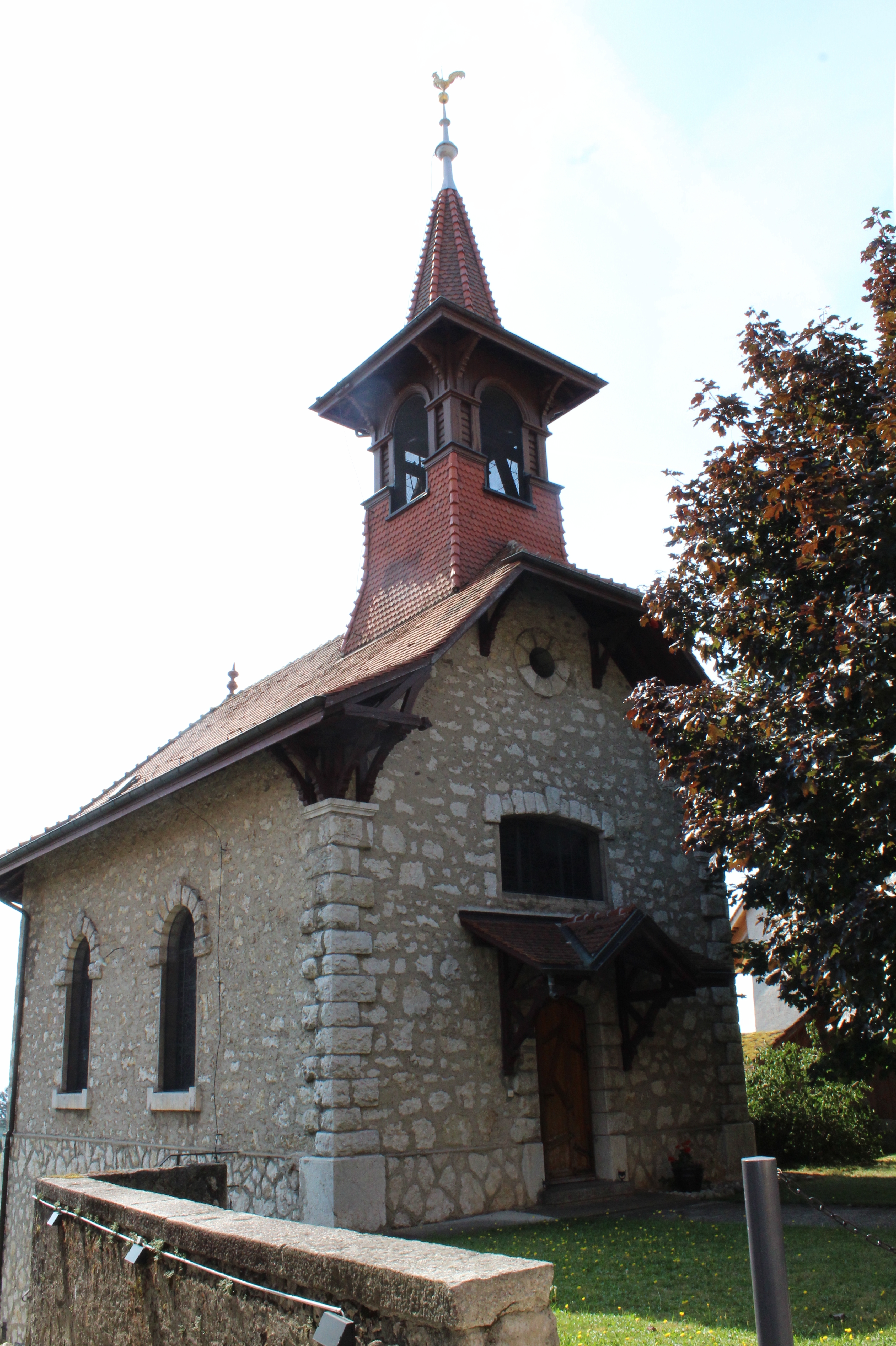
Le temple (1901).
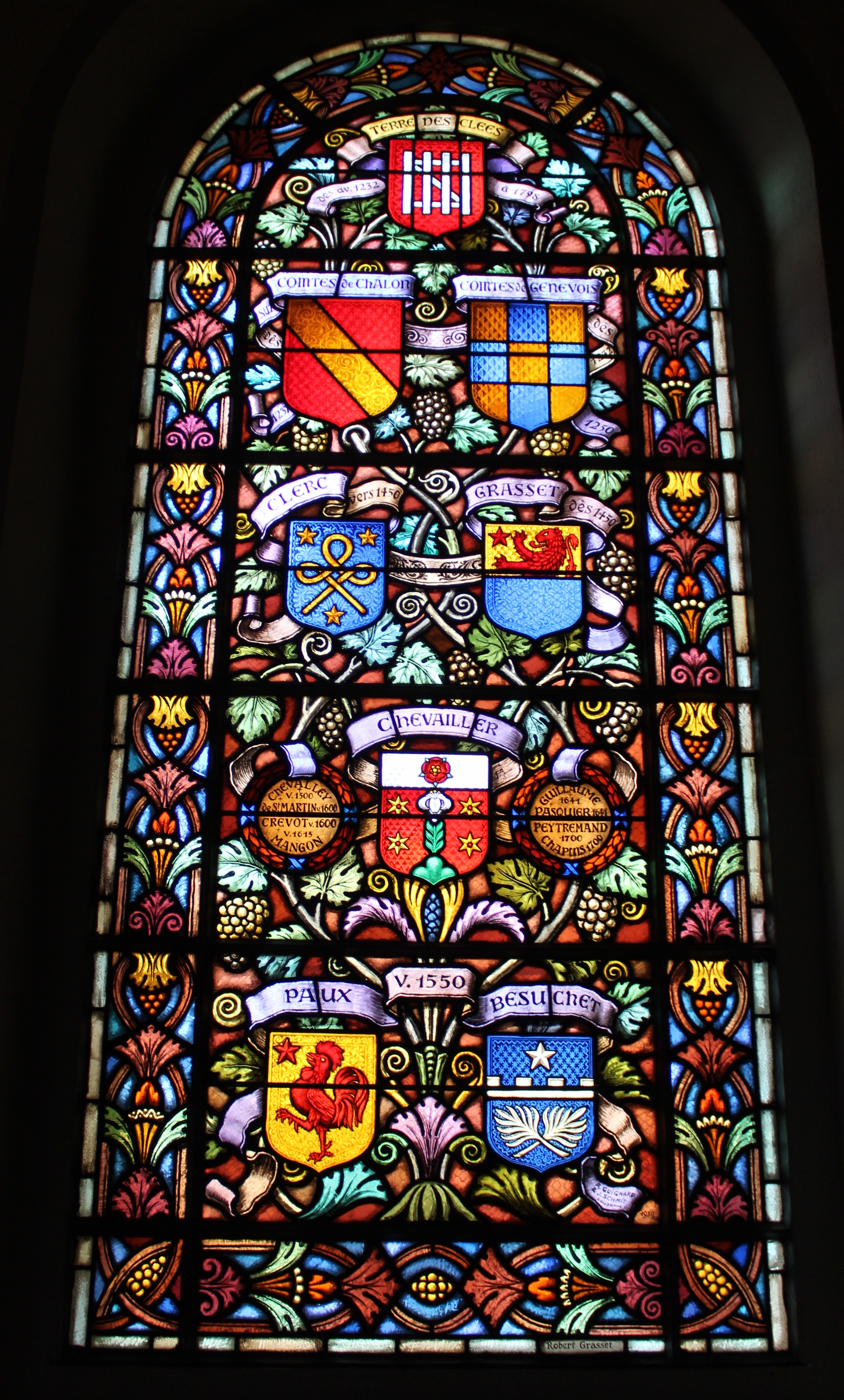
Un des vitraux d'Eugène Grasset ornant le temple.